# Liu Shan
Pour les articles homonymes, voir Liu et Shan (homonymie).
Liu Shan (207–271),, prénom social Gongsi, est le second et dernier empereur du Shu Han, un des États de la période des Trois Royaumes de l'Histoire de la Chine. Lorsqu'il monte sur le trône à l'âge de 16 ans, Liu Shan est sous la double régence du Premier ministre Zhuge Liang et du Secrétaire Impérial Li Yan. Son règne dure 40 ans, ce qui en fait le règne le plus long de la période des trois royaumes. Durant ces quarante années, de nombreuses campagnes sont lancées par le Shu contre le royaume rival du Wei. C'est d'abord Zhuge Liang qui dirige ces expéditions, puis, après son décès, c'est son successeur Jiang Wei qui prend le relais; mais tous deux échouent. Le règne de Liu Shan s’achève lorsqu'il se rend aux troupes du Wei en 263, après une attaque surprise du général Deng Ai contre Chengdu, la capitale du Shu. Il est rapidement transféré à Luoyang, la capitale du Wei, et reçoit le titre de "Duc d'Anle". Il y coule des jours heureux, jusqu’à sa mort en 271, qui est probablement une mort de cause naturelle.
Le plus souvent désigné par son nom d'enfant, "Adou / Edou", Liu Shan est habituellement considéré comme un dirigeant incapable, voire handicapé mental. Il est également accusé de négliger les affaires du royaume au profit des plaisirs de la cour. Que cette réputation soit exacte, exagérée ou totalement fausse, il n'en reste pas moins que le mot "Adou" est, aujourd'hui encore, couramment utilisé en chinois pour décrire des personnes incapables d'atteindre un but, et ce même avec une aide importante.
Chen Shou, dans ses Chroniques des Trois Royaumes, note que, contrairement à la tradition, Zhuge Liang a supprimé le poste d'historien officiel à la cour de Liu Shan et que ce dernier n'a pas rétabli ce poste après la mort de Zhuge. Le résultat est que bien des événements survenus pendant le règne de Liu Shan n'ont pas été mis par écrit, ce qui limite notre connaissance de cette époque.

## Jeunesse
Liu Shan naît en 207 et est le fils aîné du seigneur de guerre Liu Bei, qui est alors en poste dans la province de Jing. Sa mère est dame Gan, la concubine de son père. En 208, Cao Cao, un rival de Liu Bei qui domine quasiment tout le nord de la Chine, se lance dans la conquête de la province de Jing. Alors qu'il se replie vers le sud, Liu Bei est rattrapé par Cao Cao, à la tête de ses cavaliers d'élite, lors de la bataille de Changban. Dans le chaos des combats, il est séparé de sa concubine et de son fils. Voyant cela, Zhao Yun, un de ses généraux, reste en arrière pour protéger la famille de son seigneur; puis, après avoir pris Liu Shan dans ses bras, ramène la mère et le fils auprès de Liu Bei.
Dans Une Brève Histoire du Wei, Yu Huan donne une autre version de la jeunesse de Liu Shan. Selon lui, le futur empereur du Shu naît bien avant 207 et est séparé de son père en 200, lorsque Cao Cao attaque Liu Bei à Xiaopei. Après diverses péripéties, Liu Shan arrive à Hanzhong où il est vendu par un trafiquant d'êtres humains. Ce n'est que lorsque Liu Bei se déclare empereur en 221 que le père et le fils sont réunis. Cette histoire romanesque est complètement rejetée par Pei Songzhi, le rédacteur de la version annotée et augmentée des Chroniques des Trois Royaumes. Pour Pei, cette histoire contredit trop les autres sources pour être jugée crédible.
Dans tous les cas, Liu Shan perd sa mère alors qu'il est très jeune, car même si la date exacte de la mort de Dame Gan est inconnue, son décès doit avoir lieu après l'année 209. En effet, lorsque Dame Sun, la femme de Liu Bei, divorce de son mari en 211, ce dernier était alors le seul tuteur légal de Liu Shan.
Lorsque Liu Bei se déclare empereur du Shu Han en 221, Liu Shan devient officiellement le prince héritier. L'année suivante, Liu Bei quitte Chengdu, la capitale du Shu, pour partir en guerre contre Sun Quan. En effet, en 219, ce dernier a envoyé le général Lü Meng envahir et annexer la Province de Jing; ce qu'il a fait tout en capturant et exécutant Guan Yu, un de généraux et Frère Juré de Liu Bei. Liu Bei subit une défaite cinglante à la bataille de Xiaoting et est obligé de se replier sur la ville de Baidicheng avec les débris de son armée. Là, il tombe malade de la dysenterie et meurt en 223. Avant de mourir, Liu Bei confie le jeune Liu Shan aux bons soins de son Premier ministre Zhuge Liang, conseillant même à ce dernier de monter sur le trône, si jamais Liu Shan se révèle être incapable d'assumer son rôle.

## Règne

### La régence de Zhuge Liang
Au début de son règne, Liu Shan semble être un bon dirigeant. Tant que Zhuge Liang est en vie, Liu Shan le respecte et le considère comme une figure paternelle, laissant le premier ministre gérer toutes les affaires du royaume. Zhuge Liang en profite pour placer à des postes clefs des hommes en qui il a toute confiance, tels que Fei Yi, Dong Yun, Guo Youzhi et Xiang Chong. Suivant les conseils de Zhuge Liang, Liu Shan renouvelle l'alliance entre le Shu et le royaume de Wu, ce qui permet aux deux royaumes de survivre face à leur ennemi commun, bien plus puissant, le royaume de Cao Wei. Pendant cette régence, le gouvernement est efficace et la corruption quasi inexistante, ce qui permet au relativement petit État du Shu de s'armer en vue de campagnes militaires.
En 223, Liu Shan épouse l'impératrice Zhang, une des filles du défunt Zhang Fei, l'autre frère juré de son père.
Peu après la mort de Liu Bei, les tribus du Nanman se révoltent pour se libérer de la domination du Shu. En 225, Zhuge Liang part vers le sud à la tête d'une armée et réussit à mater la rébellion, en partie grâce à des victoires militaires et en partie par la persuasion. Ainsi, il réussit à faire revenir cette région du Sud dans le giron du Shu, à qui les Nanman fourniront un soutien sans lequel Zhuge Liang n'aurait jamais pu lancer ses expéditions contre le Wei.
À partir de l'année 227, Zhuge Liang lance ses cinq expéditions nordiques contre le Wei. À part une d'entre elles, toutes ces expéditions s’achèvent par des échecs militaires, sans pour autant tourner au désastre. À chaque fois, les armées du Shu tombent à court de ravitaillement et sont obligées de se replier sans avoir pu infliger des dommages significatifs au Wei. C'est pendant une de ces campagnes que Zhuge Liang doit affronter la seule véritable crise politique de sa régence. En 231, le corégent Li Yan fabrique un faux édit de Liu Shan ordonnant à Zhuge Liang de se replier, afin de dissimuler le fait qu'il a été incapable de fournir à temps le ravitaillement nécessaire aux troupes. Quand le premier ministre découvre le pot-aux-roses, il recommande que Li Yan soit renvoyé de son poste et mis aux arrêts, ce que Liu Shan accepte immédiatement.
En 234, Zhuge Liang tombe gravement malade pendant son ultime expédition nordique. Mis au courant de l'état de santé de son premier ministre, Liu Shan envoie Li Fu (李福), son secrétaire personnel, auprès du mourant, afin que ce dernier laisse ses ultimes instructions sur la manière de diriger les affaires du royaume. Entre autres choses, Zhuge Liang recommande que Jiang Wan lui succède, et que Fei Yi succède à Jiang Wan le moment venu. Quand Li Fu lui demande qui doit succéder à Fei Yi, Zhuge Liang refuse de répondre. Zhuge Liang meurt peu après et Liu Shan exécute ses dernières volontés en faisant de Jiang Wan le nouveau régent.

### La régence de Jiang Wan
Jiang Wan est un administrateur compétent, qui poursuit la politique intérieure de Zhuge Liang, assurant un gouvernement toujours efficace et une corruption toujours quasi inexistante. Il est également connu pour sa capacité à prendre en compte les avis autres que le sien et son humilité. Le grand changement par rapport au gouvernement de Zhuge Liang est que le nouveau régent n'a pas les compétences militaires de l'ancien. Rapidement, Jiang Wan abandonne la politique d'agression permanente contre le Wei, et en 241 il fait se replier la plupart des troupes stationnées à la grande ville-frontière de Hanzhong vers le comté de Fu. À partir de cette date, le Shu reste la plupart du temps sur la défensive et ne représente plus une menace pour le Wei.
Lorsque la nouvelle de ces mouvements de troupes arrive au Wu, la plupart des membres de la cour les interprètent comme signe prouvant que le Shu voulait abandonner l'alliance entre les deux royaumes, pour signer un traité avec le Wei. A contrario, Sun Quan, l'empereur du Wu, comprend parfaitement qu'il s'agit d'un signe de faiblesse de la part du Shu et non de la fin de l'alliance.
En 237, l'Impératrice Zhang meurt. La même année, Liu Shan fait de la jeune sœur de la défunte sa compagne puis, en 238, son impératrice. Tout comme sa sœur avant elle, elle prend le titre d'impératrice Zhang.
En 243, Jiang Wan tombe malade et transmet la plupart de ses pouvoirs à Fei Yi et Dong Yun, l'assistant de ce dernier. Ainsi, lorsque Cao Shuang, le régent du Wei, attaque Hanzhong en 244, c'est Fei Yi qui dirige les troupes qui infligent une défaite majeure au Wei lors de la bataille de Xingshi. Malgré tout, Jiang Wan reste très influent jusqu'à sa mort en 245. Peu après Jiang Wan, Dong Yun meurt à son tour ; ce qui profite à Huang Hao, un eunuque qui fait partie des proches de Liu Shan et que Dong Yun maintenait à l'écart du pouvoir. Huang Hao est considéré comme un manipulateur corrompu, ce qui n’empêche pas son pouvoir d'augmenter après la mort de Dong. Il commence à s'ingérer dans les affaires du royaume, au prix d'une détérioration de l'efficacité étatique, qui était la marque de fabrique du Shu depuis la régence de Zhuge Liang.

### La régence de Fei Yi
Après les morts de Jiang Wan et Dong Yun, Liu Shan nomme Jiang Wei assistant de Fei Yi. Dans les faits, les deux hommes se préoccupent surtout des affaires militaires, pendant que Liu Shan s'implique de moins en moins dans les affaires civiles. C'est à partir de cette époque qu'il passe de plus en plus de temps à faire le tour du royaume et à accumuler des objets de luxe. Ces deux nouvelles occupations engendrent un supplément de dépenses qui fragilisent le budget du royaume, sans que la situation financière du pays n'en devienne critique. Dès qu'il arrive à son nouveau poste, Jiang Wei veut renouer avec la politique étrangère de Zhuge Liang et recommencer à attaquer le Wei. Fei Yi approuve en partie cette stratégie, et autorise Jiang Wei a organiser des raids sur les frontières du Wei. Par contre, il ne lui accorde qu'un nombre limité de soldats pour ses attaques, car il juge que le Shu n'a pas les moyens pour un affrontement à grande échelle contre le Wei.
En 253, Fei Yi est assassiné par le général Guo Xun (郭循). Guo est un général du Wei, qui avait été forcé de se rendre lors d'une bataille et avait joué le jeu de l'allégeance au Shu, tout en restant fidèle au Wei. Profitant d'une fête, Guo Xun révèle son vrai visage en tuant Fei Yi, espérant ainsi porter un coup mortel au Shu. Après la mort de Fei, Jiang Wei devient le régent de fait ; mais comme il est en permanence en train de se battre sur les frontières, le royaume doit faire face à une vacance du pouvoir dans la conduite des affaires intérieures. Huang Hao profite de la situation pour accroître son influence à la cour et sur Liu Shan.

### La "semi-régence" de Jiang Wei
Après la mort de Fei Yi, Jiang Wei assume le commandement suprême des armées du Shu et lance de nombreuses campagnes contre le Wei. Si ces expéditions agacent Sima Shi et Sima Zhao, les deux régents successifs du Wei, elles n'aboutissent à aucun résultat concret sur le terrain. À chaque fois, Jiang Wei doit faire face aux mêmes problèmes que Zhuge Liang et finit toujours par se replier assez vite à cause d'un manque de ravitaillement pour ses troupes. Pire, alors que les bonnes méthodes de gouvernement de Zhuge Liang permettaient aux ressources du pays de se régénérer entre deux expéditions, la dégradation de ces méthodes depuis la mort de Jiang Wang fait que chaque expédition de Jiang Wei draine un peu plus les ressources du pays et affaiblit le Shu en l’entraînant dans un cercle vicieux.
En 253, Jiang Wei et Zhuge Ke, le régent du Wu, déclenchent une attaque coordonnée contre le Wei. Une fois de plus, Jiang est obligé de se replier lorsque son armée tombe à court de ravitaillement, ce qui permet à Sima Shi de se concentrer sur l'attaque de Zhuge Ke. Le Wu subit une sanglante défaite, qui provoque tellement de haine contre Zhuge Ke que ce dernier finit assassiné. Cette tentative est la dernière attaque coordonnée lancée par le Shu et le Wu contre le Wei.
En 255, lors d'une de ses campagnes, Jiang Wei réussit à infliger une importante défaite aux troupes du Wei lors de la bataille de Didao, réussissant presque à capturer l'importante ville frontière de Didao. Mais, lorsqu'il tente à nouveau d'attaquer le Wei en 256, c'est lui qui subit une défaite sanglante lorsqu'il se retrouve face à Deng Ai. Cette défaite est une telle catastrophe matérielle et humaine pour le Shu, qu'à la cour du Shu de nombreux officiels remettent en cause la stratégie de Jiang Wei. Non seulement Liu Shan ne fait rien pour arrêter son général, mais en 259, il approuve un plan de Jiang qui réorganise complètement la défense du Shu face à une éventuelle attaque du Wei. Ainsi, les troupes sont retirées des principales villes frontalières et des différents forts frontaliers, pour laisser les armées du Wei pénétrer à l'intérieur du pays, où les soldats du Shu sont positionnés pour tendre un piège à l'envahisseur.
En 261, l'influence de Huang Hao est à son apogée. Pour ce qui est de la politique intérieure, seuls Dong Jue et Zhuge Zhan, le fils de Zhuge Liang, ont réussi à rester à leurs postes sans avoir à flatter Huang Hao. En 262, Huang Hao tente de faire renvoyer Jiang Wei pour le remplacer par son ami Yan Yu (閻宇). Lorsqu'il est mis au courant de la nouvelle, Jiang Wei demande à Liu Shan d'exécuter Huang Hao, mais l'empereur refuse, arguant que l’eunuque n'est qu'un serviteur qui rend des services. Craignant des représailles, Jiang Wei quitte Chengdu avec ses soldats pour s'installer à Tazhong et y créer un tuntian.
En 261, Xue Xu,un ambassadeur du Wu, visite le Shu sur ordre de Sun Xiu, l'empereur du Wu. Voici ce qu'il écrit dans son rapport :

« L'empereur est incompétent et ne reconnaît pas ses erreurs ; ses subordonnés essayent juste de vivre sans se créer de problèmes. Quand j'ai rendu visite à ces derniers, je n'ai entendu aucun mot honnête, et quand j'ai visité les campagnes, le peuple avait l'air affamé. J'ai entendu parler d'une histoire d'hirondelles et moineaux qui font leurs nids sur les toits de manoirs et qui sont contents, croyant que c'était l'endroit le plus sûr; sans se rendre compte que les bottes de foin aux pieds des manoirs et les poutres de soutien sont en feu et sans voir quelle catastrophe se prépare. Cela pourrait être ce à quoi ressemble leur situation »

### Chute du Shu
En 262, parfaitement conscient de la situation du Shu et lassé des attaques continues de Jiang Wei, Sima Zhao planifie une attaque massive pour en finir une bonne fois pour toutes avec le turbulent royaume de Liu Shan. Lorsque la rumeur de ce plan arrive aux oreilles de Jiang Wei, ce dernier envoie immédiatement une requête à Liu Shan. Il met en garde son empereur contre une levée massive de troupes du Wei, qui se massent à la frontière, sous les ordres des généraux Deng Ai, Zhuge Xu et Zhong Hui, et demande l'envoi de renforts dans cette zone. Cependant, Huang Hao persuade Liu Shan à grand renfort de divinations, pour qu'il ne tienne pas compte des demandes de Jiang Wei.
En 263, Sima Zhao met son plan en application en envoyant Deng Ai, Zhuge Xu et Zhong Hui attaquer le Shu. Liu Shan décide alors d'appliquer le plan mis au point en 259 par Jiang Wei et donne l'ordre aux troupes de se replier des frontières et de se préparer à piéger les armées du Wei, au lieu de chercher un affrontement direct. Ce plan a une faille, qui lui sera fatale. Jiang était parti du principe que les troupes du Wei assiégeraient les villes frontalières, alors qu'en fait, Deng Ai et Zhong Hui les ignorent. Ils laissent juste derrière eux un petit contingent pour éviter d'être attaqués par les quelques soldats qui restent en garnisons dans ces villes et foncent avec le gros des troupes prendre le contrôle du col de Yang'an. Après une défaite initiale, Jiang Wei réussit à bloquer l'avancée des troupes ennemies, mais Deng Ai réussit à mener ses hommes à travers un chemin montagneux escarpé et à pénétrer au cœur du territoire du Shu. Là, il lance une attaque surprise contre Jiangyou où il bat et tue Zhuge Zhan. Après cette victoire, Deng Ai n'a virtuellement plus aucun ennemi pour lui barrer le chemin de Chengdu, la capitale du Shu. Face à la perspective de devoir défendre Chengdu contre Deng Ai, sans aucun soldat pour défendre la ville, Liu Shan prend conseil auprès du Secrétaire Qiao Zhou et se rend très rapidement. Alors que cette reddition rapide est critiquée par de nombreux historiens, Wang Yin (王隱), dans ses Chroniques du Shu (蜀記), la décrit comme un choix qui fait passer le devenir du peuple du Shu avant tout le reste.
En 264, Zhong Hui tente de prendre le pouvoir, avec l'aide de Jiang Wei qui, après s'être rendu à Zhong Hui, tente d'utiliser l'ambition de ce dernier pour faire revivre le Shu. Il suggère à Zhong Hui de faire accuser Deng Ai de trahison et de le faire arrêter, puis, avec toutes les troupes sous ses ordres, de se rebeller contre Sima Zhao. Zhong Hui suit ses conseils, pendant que Jiang Wei commence à préparer l'assassinat de Zhong Hui et de ses proches, afin de déclarer le Shu à nouveau indépendant et sous les ordres de l'empereur Liu Shan. De fait, Jiang est tellement sûr de lui, qu'il écrit à l'ex-empereur du Shu pour l'informer de ses plans. Mais rien ne se passe comme prévu, car les soldats de Zhong Hui se rebellent contre lui et le tuent, ainsi que Jiang Wei. Liu Shan lui-même n'est pas blessé lors des combats, mais le prince héritier Liu Xuan est tué dans la confusion.

## Vie après la chute du Shu
En 264, Liu Shan et toute sa famille sont transportés à Luoyang, la capitale du Wei. Il reçoit le titre de "Duc d'Anle" (安樂公), ce qui signifie littéralement : "duc de la paix et du confort". Ses enfants et petits-enfants deviennent, eux, des marquis. D'après les Annales des Printemps et des Automnes des Han et des Jin (漢晉春秋) de Xi Zuochi ; un jour, Sima Zhao, le régent du Wei, invite Liu Shan et ses proches à une fête. Sima Zhao fait le nécessaire pour que, durant toutes les festivités, des artistes jouent de la musique et accomplissent des danses typiques du Shu. Les anciens officiels du Shu présents dans la salle sont tous tristes, mais Liu Shan ne semble pas affecté. Et lorsque Sima Zhao lui demande s'il regrette son ancien pays, Liu Shan répond :

« Je profite de la vie ici et je ne pense pas du tout au Shu. (此間樂，不思蜀) »

Cette phrase est devenue un proverbe chinois - le bu si shu (樂不思蜀), ce qui signifie littéralement: "Trop joyeux pour penser à son foyer", avec une connotation négative. Pour Sima Zhao, cette réponse prouve que Liu Shan est un idiot incompétent. Pour des historiens plus récents, cette réponse prouverait plutôt que Liu Shan était assez sage pour endormir la méfiance de Sima Zhao en jouant celui qui n'a aucune ambition de revanche.
Liu Shan meurt à Luoyang en 271 et reçoit à titre posthume le nom et le tire de « Duc Si d'Anle » (安樂思公), ce qui signifie littéralement : « le duc d'Anle aux pensées profondes ». Son duché perdure sur plusieurs générations pendant la dynastie Jin, qui succède au royaume de Wei dès 265, avant de disparaitre pendant les troubles de la période des Seize Royaumes. Liu Yuan, le fondateur du Zhao antérieur, un des seize royaumes, prétendait être le successeur légitime de la dynastie Han. Dans une volonté de légitimation de son propre pouvoir, il donne à Liu Shan le nom et titre posthume d'"Empereur Xiaohuai" (孝懷皇帝), ce qui signifie littéralement: "L'empereur filial et aimable".

## Titulature
- Prince Héritier (太子) du Shu
- Empereur du Shu
- Duc d'Anle (安樂公)

Liu Shan a reçu les titres suivants à titre posthume:
- Duc Si d'Anle (安樂思公)
- Empereur Xiaohuai (孝懷皇帝)

## Dans les œuvres de fiction
Liu Shan apparaît comme un personnage dans le roman historique le Roman des Trois Royaumes de Luo Guanzhong, qui idéalise les événements historiques, ayant eu lieu avant et pendant la période des Trois Royaumes. Dans le roman, Liu Shan est généralement dépeint comme un dirigeant incapable et facilement influencé par les paroles, en particulier celles de son favori, l'eunuque Huang Hao.